# Sinosauropteryx
Sinosauropteryx („Čínské ještěří křídlo“) byl rod malého dravého dinosaura, který žil v oblasti dnešní severovýchodní Číny v době před zhruba 125 miliony let (jeho fosilie byly objeveny v sedimentech souvrství Yixian, tzv. Jeholská biota).

## Popis
Sinosauropteryx byl dlouhý asi 1 až 1,3 metru (z toho většinu tvořil dlouhý ocas) a vážil maximálně 1 nebo 1,6 kilogramu. Jeho blízkým příbuzným byl zřejmě evropský druh Compsognathus longipes.

## Vědecký význam
Sinosauropteryx je proslulý díky tomu, že byl prvním dinosaurem, u kterého byly objeveny otisky pernatého pokryvu těla. Byl popsán v roce 1996 a prakticky ihned se stal senzací vědeckého světa. Drobná pera tohoto dinosaura jsou tak dobře vyvinuta, že připomínají peří dnešního nelétavého ptáka kivi z Nového Zélandu. Proto je tento opeřený dinosaurus některými vědci dokonce považován za vývojově primitivního ptáka. V oblasti žaludku tohoto dravého dinosaura byly objeveny čelisti drobných křídových savců, které Sinosauropteryx zřejmě lovil.

## Pochybnosti
V roce 2007 vyšla nová vědecká studie zpochybňující přítomnost opeření u sinosauropteryxe. Dle této studie jsou dané kolagenní struktury jen druhotné deriváty pokožky. Většina paleontologů však s tímto závěrem nesouhlasí a trvají na tom, že tento malý teropod patřil mezi opeřené dinosaury.

## Zbarvení peří
Počátkem roku 2010 oznámil tým vědců pod vedením paleontologa Michaela J. Bentona, že pod skenovacím elektronovým mikroskopem odhalili přítomnost melanosomů v proto-peří sinosauropteryxe. Dle jejich závěrů byl tento dinosaurus přinejmenším na ocase zbarven oranžovo-bíle, v jakýchsi pruzích, podobných těm na ocase současných lemurů kata. Jedná se vůbec o první případ v dějinách vědy, kdy bylo zjištěno přibližné zbarvení neptačího dinosaura.

## Nový druh
V únoru roku 2025 byl formálně popsán druhý druh rodu Sinosauropteryx, který dostal jméno S. lingyuanensis. Byl popsán spolu s novým rodem a druhem kompsognatidního (nebo příbuzného) teropoda, kterým je Huadanosaurus sinensis. Oba dinosauři byli objeveni v sedimentech geologického souvrství I-sien (Yixian).

### Česká literatura
- SOCHA, Vladimír (2021). Dinosauři – rekordy a zajímavosti. Nakladatelství Kazda, Brno. ISBN 978-80-7670-033-8 (str. 83, 140)